# Chorotypus saussurei
Chorotypus saussurei är en insektsart som beskrevs av Bolívar, C. 1930. Chorotypus saussurei ingår i släktet Chorotypus och familjen Chorotypidae. Inga underarter finns listade i Catalogue of Life.